# Angelo Musone
Angelo Musone (* 19. September 1963 in Neapel) ist ehemaliger italienischer Boxer. Musone war Bronzemedaillengewinner der Olympischen Spiele 1984.

## Karriere

### Amateur
1982 wurde Musone italienischer Juniorenmeister (U19) im Schwergewicht (+81 kg), kam jedoch bei den Junioreneuropameisterschaften nicht über das Viertelfinale hinaus.
Bei den Mittelmeerspielen 1983 errang er den zweiten Platz im neu eingerichteten Superschwergewicht (+91 kg) und beim Weltcup im selben Jahr in Rom den dritten Platz. Im Jahr darauf nahm Musone für Italien an den Olympischen Spielen teil und erreichte nach Siegen über James Omondi, Kenia (5:0), Marvin Perez, Bolivien (w.o.), und Hakan Brock, Schweden (5:0), überraschend das Halbfinale, welches er jedoch gegen den späteren Olympiasieger Henry Tillman, USA 5:0), verlor und damit die olympische Bronzemedaille gewann.

### Profi
Noch im selben Jahr wechselte Musone ins Profigeschäft und machte sein Profidebüt am 13. Oktober 1984 gegen den Kongolesen Lutshadi Mudimbi, welches er durch K. o. in der 5. Runde gewann. Bis 1987 blieb er in 20 Kämpfen ungeschlagen, wobei er u. a. Leon Spinks durch K. o. in der 7. Runde schlug, bevor er in seinem 21. Kampf durch Steve Mormino durch K. o. in der 6. Runde geschlagen wurde und danach seine Karriere beendete.
Später arbeitet Musone als Punkt- und Ringrichter für die IBF.
| Personendaten    | Personendaten       |
| ---------------- | ------------------- |
| NAME             | Musone, Angelo      |
| KURZBESCHREIBUNG | italienischer Boxer |
| GEBURTSDATUM     | 19. September 1963  |
| GEBURTSORT       | Neapel              |